# متحف البوعبيد
متحف البوعبيد أو متحف ديوان الموروث الشعبي أحد متاحف المنطقة الشرقية شرق المملكة العربية السعودية، يقع المتحف في محافظة الأحساء في مدينة المبرز، أسسه خالد بن عبد الرحمن البوعبيد.

## التأسيس
أسسه خالد بن عبد الرحمن البوعبيد، وقد دشنه الأمير عبد العزيز بن محمد بن فهد بن جلوي بحضور مدير مكتب رعاية الشباب بالأحساء يوسف بن صالح في 31 يناير 2013. يعتبر المتحف من بين 14 متحفًا احتضنها المتحف الوطني في الأحساء بهدف تسليط الضوء للتعريف بالمتاحف الخاصة بالأحساء ومقتنياتها.

## وصف
يقع المتحف في منزل خالد بن عبد الرحمن بوعبيد بحي محاسن بمدينة المبرز، خُصص له منزل كامل يحتوي على قبو ويمثل السوق الشعبي القديم مقسمة عدة أقسام ويشتمل على 14 دكانًا وقهوة قديمة، إضافة إلى البقالة، والخباز، والحداد، والصفار، والخياط، والنداف، والحلاق، والحواج، والصائغ، والخراز، وقسم للعملات، والاحتياجات القديمة للمرأة، والأواني المنزلية، والألعاب الموروثة، ومستلزمات المدرسة، والبئر، وجصة التمر. كما يوجد ملابس وحلي وعملات وبعض الطيور المحنطة وبعض الدراجات النارية، وقد عرضت المقتنيات الاثرية من خلال تلك القاعة مرتبة حسب الوظيفة والمادة وذلك بوضع معروضات متحفه داخل دواليب أو على أرفف واما القطع التراثية ذات الحجم الثقيل فمعروضة على الأرض مباشرة، فيما تم تعليق بعضها.

## المحتويات
يضم المتحف بين جنباته أكثر من خمسة آلاف قطعة تراثية، حيث استغرق جمعها 13 عامًا. منها المقتنيات القديمة التي تجاوزت أعمارها 60 عاما، منها السيوف والبنادق والدلال العثمانية ومنها العربية بأشكالها، وأدوات قديمة كانت تستعمل قديماً. وضمنها أيضًا المعلبات الغذائية القديمة والعملات المعدنية والورقية والصور التي تحكي واقع الاحساء قديماً والكثير من المقتنيات الأثرية.

## الأيام المتاحة
«أن المعرض ملكا للجميع وهو سيكون مفتوحا أبوابه للزوار ليس في المناسبات فقد ،إنما ستظل أبوابه مفتوحة في كل وقت» كماصرح صاحبه.
زار لاعبو نادي الفتح المتحف ومن بينهم ربيع سفياني وعبدالله العويشير وحسين المقهوي وفهد عصام سفيان والمحترفان البرازيلي التون جوزيه والكنغولي دوريس سالومو وتجولوا في أركانه.

## وصلات خارجية
- متحف البوعبيد يحوي 5 آلاف قطعة تراثية في 14 دكانا